# Veneno (série télévisée)
Pour le groupe de musique homonyme, voir Veneno.
Veneno est une mini-série espagnole créée par Javier Ambrossi et Javier Calvo, diffusée entre le 29 mars et le 25 octobre 2020 sur le service Atresplayer Premium. 
Il s'agit d'une série biographique qui raconte la vie de Cristina Ortiz Rodríguez, une personnalité transgenre connue sous le nom de scène La Veneno. Elle s'inspire de la biographie ¡Digo! Ni puta ni santa. Las memorias de La Veneno par Valeria Vegas.
Aux États-Unis et en Amérique latine, elle a été diffusée intégralement le 19 novembre 2020 sur le service HBO Max. En France, elle est disponible depuis le 7 avril 2021 sur le service BrutX,. 

## Synopsis
La série retrace l'histoire de Valeria Vegas, une étudiante en journalisme qui va faire la connaissance de son idole, Cristina dite La Veneno (littéralement « le poison »). Cette rencontre va bouleverser la vie des deux femmes. En découvrant la vie de la Veneno, qui va la lui raconter pour un travail universitaire, Valeria va se découvrir elle-même.

## Distribution

### Personnages principaux
- Jedet Sánchez (VF : Maxime Baudouin) : La Veneno (jeune)
- Daniela Santiago (VF : Céline Ronté) : La Veneno
- Isabel Torres (VF : Céline Ronté) : La Veneno (âgée)
- Lola Rodríguez (VF : Jonathan Gimbord) : Valeria Vegas
- Paca La Piraña (VF : Annie Balestra) : elle-même
- Desirée Rodríguez : Paca La Piraña (jeune)

### Personnages récurrents
- Guille Márquez : Joselito enfant (épisodes 2, 5, 7)
- Marcos Sotkovszki : Joselito adolescent / Fran Ortiz (épisodes 2-3, 7-8)
- Lara Martorell (VF : Audrey Sourdive) : Fany (épisodes 1, 4-6, 8)
- Andrea García : Zane (épisodes 1, 7-8)
- Maite Sandoval : Mari (épisodes 1, 4-5, 8)
- Lola Dueñas (VF : Vanina Pradier) : Faela Sainz
- Mariona Terés (VF : Vanessa Van-Geneugden) : Amparo (épisodes 1-3, 7)
- Ángeles Ortega : Manola (épisodes 1-2, 4-5, 8)
- Karen Hernández : Carolina la de Vigo (épisodes 1-2, 4, 8)
- Candela Santiago : Tamara la gitane (épisodes 1-2, 4-5, 8)
- Desireé Vogue : Bienvenida (épisodes 1-3, 8)
- Juani Ruiz (VF : Dorothée Jemma) : elle-même (épisodes 1-4, 7-8)
- Laura Frenchkiss : Rocío (épisodes 1-3, 8)
- Ester Expósito (VF : Victoria Grosbois) : Machús Osinaga (épisodes 1, 5)
- Omar Banana : Manolito adolescent (épisode 2)
- Inma Pérez-Quirós : Gracia (épisode 2)
- Santino Cassá : Manolito enfant (épisodes 2, 5)
- Mercedes León (VF : Brigitte Virtudes) : María Jesús Rodríguez (épisodes 2, 4-5, 8)
- Alex Saint : Sacha (épisodes 2-4, 8)
- Ciro Petrone (VF : Alexis Tomassian) : Angelo (épisodes 4-6)
- Tamar Novas : Miguel (épisodes 6-8)
- Carlos Manglano : Mihai (épisodes 7-8)
- Andreu Castro : Carlos dit la Ciboulette (épisodes 7-8)

## Contexte
En mai 2019, il est annoncé que Calvo et Ambrossi sont en discussion pour produire, écrire et réaliser un biopic sur la vie de la personnalité transgenre espagnole La Veneno pour Atresmedia. En novembre 2019, le casting est confirmé : Jedet, Daniela Santiago et Isabella Torres incarnent Cristina Ortiz, de son enfance jusqu'à la fin de sa vie. La distribution est très bien accueillie par le public qui a remercié les deux réalisateurs d'avoir choisi trois femmes transgenres pour jouer une femme transgenre. 
Le tournage a démarré le 16 décembre à Isleta del Moro, une petite ville de la province d'Almería. La production s'est ensuite étendue à Adra, Valence et la communauté de Madrid (à la Casa de Campo) et devait durer quatre mois, pour se terminer en mars 2020. La production est arrêtée début mars en raison du confinement national en Espagne, décrété le 14 mars, provoqué par la pandémie de Covid-19. Seul le premier épisode de la série est diffusé fin mars.

## Épisodes
| № | Titre français                           | Titre original                       | Réalisation                     | Scénario                                           | Diffusion en      |
| - | ---------------------------------------- | ------------------------------------ | ------------------------------- | -------------------------------------------------- | ----------------- |
| 1 | Ce soir, nous traversons le Mississippi  | La noche que cruzamos el Mississippi | Javier Ambrossi et Javier Calvo | Javier Ambrossi et Javier Calvo                    | 29 mars 2020      |
| 2 | Un voyage dans le temps                  | Un viaje en el tiempo                | Javier Ambrossi et Javier Calvo | Javier Ambrossi et Javier Calvo                    | 28 juin 2020      |
| 3 | Acaríciame                               | Acaríciame                           | Mikel Rueda                     | Claudia Costafreda, Elena Martín et Ian de la Rosa | 20 septembre 2020 |
| 4 | La Malédiction des Onassis               | La maldición de las Onassis          | Álex Rodrigo                    | Javier Ambrossi et Javier Calvo                    | 27 septembre 2020 |
| 5 | Cristina de l'autre côté du miroir       | Cristina a través del espejo         | Javier Ambrossi et Javier Calvo | Javier Ambrossi et Javier Calvo                    | 4 octobre 2020    |
| 6 | L'Une des nôtres                         | Una de las nuestras                  | Javier Ambrossi et Javier Calvo | Félix Sabroso                                      | 11 octobre 2020   |
| 7 | Ça s'est passé plus ou moins comme ça    | Fue más o menos así                  | Mikel Rueda                     | Claudia Costafreda, Elena Martín et Ian de la Rosa | 18 octobre 2020   |
| 8 | Les Trois Enterrements de Cristina Ortiz | Los tres entierros de Cristina Ortiz | Álex Rodrigo                    | Javier Ambrossi et Javier Calvo                    | 25 octobre 2020   |